# 125P/Spacewatch
125P/Spacewatch, komet Jupiterove obitelji. Nazvan po Spacewatchu.